# Edin Nuredinovski
Edin Nuredinovski (* 21. April 1982 in Skopje, SFR Jugoslawien) ist ein ehemaliger nordmazedonischer Fußballtorwart.

## Karriere

### Verein
Seine Karriere begann Nuredinovski bei Vardar Skopje. 2001 wechselte er zu Sloga Jugomagnat Skopje und gewann 2004 mit dem Verein den nationalen Pokal. Die Saison 2005/06 spielte er dann bei Pobeda Prilep. Von Juli 2006 bis Januar 2007 spielte er für den deutschen Bezirksoberligisten GVO Oldenburg. Im Januar 2007 unterschrieb Nuredinovski einen Vertrag bei dem Zweitligisten Eintracht Braunschweig, der ihn verpflichtete, um den drohenden Abstieg in die Regionalliga zu verhindern. Am Saisonende stieg Braunschweig jedoch in die dritte Liga ab, ohne dass er auch nur ein Spiel absolviert hatte, und Nuredinovski verließ den Verein wieder, da sein Vertrag nur für die zweite Liga gültig war. Er schloss sich für die Saison 2007/08 dem mazedonischen Verein FK Cementarnica 55 Skopje an. Allerdings blieb er dort nur bis Dezember und wechselte zum Ligakonkurrenten FK Milano Kumanovo. 2009 ging er erneut ins Ausland nach Zypern und spielte bis 2012 für Ethnikos Achnas – zumeist um den Klassenverbleib. Im Jahr 2012 verließ Nuredinovski Zypern und wechselte zum FK Baku nach Aserbaidschan. War er dort anfangs die Nummer eins im Tor, wurde er ab April 2013 nicht mehr eingesetzt. Im Sommer 2014 verließ er den Klub wieder und war ein Jahr ohne Klub, ehe ihn Aris Limassol zurück nach Zypern holte. Beim Aufsteiger hatte er zunächst einen Stammplatz zwischen den Pfosten, musste ab April 2016 jedoch hinter Georgios Loizou zurückstehen. Am Saisonende erreichte er mit Aris den Klassenerhalt. Er verließ den Verein zu Ligakonkurrent Ermis Aradippou. Zu Saisonbeginn kam er dort neunmal zum Einsatz, fungierte im weiteren Saisonverlauf jedoch als Ersatzmann hinter Dimitris Stylianou. Er kehrte daraufhin im Sommer 2017 zu Aris zurück, wo er wieder zur Stammkraft wurde. Den Abstieg des Klubs am Ende der Spielzeit 2017/18 konnte er jedoch nicht verhindern. Im Sommer 2019 beendete der Torhüter dann nach dem verpassten Wiederaufstieg seine aktive Karriere.

### Nationalmannschaft
Von 2009 bis 2012 bestritt Nuredinoski insgesamt zwölf Partien für die mazedonische A-Nationalmannschaft.

## Erfolge
- Mazedonischer Pokalsieger: 2004